# دریموند گرین
درِیموند گرین (انگلیسی: Draymond Green؛ زادهٔ ۴ مارس ۱۹۹۰) یک بازیکن بسکتبال اهل ایالات متحده آمریکا است.
از باشگاه‌هایی که در آن بازی کرده‌است می‌توان به گلدن استیت واریرز اشاره کرد. وی در مسابقات بین‌المللی در مجموع برندهٔ ۱ مدال طلا شده‌است.